# Фатом
Фа́том, фа́дом або морський сажень (англ. fathom) — британська міра довжини, яка дорівнює 6 футам.
- 1 фатом = 6 футів (1 фут приблизно дорівнює 0,1667 фатома)
- 1 фатом = 2 ярди (1 ярд дорівнює 0,5 фатома)
- 1 фатом = 1,8288 метра (1 метр приблизно дорівнює 0,5468 фатома)
- 1 фатом = 72 дюйми

## Схожі одиниці
У багатьох мовах існують відповідні морському сажневі одиниці довжини:
| Мови          | Назва                               | Розмір у метрах                 |
| ------------- | ----------------------------------- | ------------------------------- |
| Угорська      | öl                                  | 1.8964838 (т. зв. «Віденський») |
| Голландська   | vadem, vaam                         | 1.883679                        |
| Данська       | favn                                | 1.883124                        |
| Давньогрецька | orguia                              | 1.8542                          |
| Іспанська     | braza                               | 1.6718                          |
| Італійська    | braccio                             | --                              |
| Мальтійська   | qasba                               | ~2.096                          |
| Німецька      | Klafter, Faden = 6 Fuß              | приблизно 1.7                   |
| Норвезька     | famn                                | 2                               |
| Польська      | sążeń                               | 1.728                           |
| Португальська | braça                               | --                              |
| Санскрит      | vyama                               | --                              |
| Сербська      | hvat (хват)                         | 1.896484                        |
| Словацька     | siaha                               | --                              |
| Фінська       | syli                                | --                              |
| Французька    | toise (близько 1150), brasse (1409) | ~1.949                          |
| Хорватська    | hvat                                | 1.896484                        |
| Чеська        | sáh                                 | 1.7928                          |
| Шведська      | famn                                | 1.7814                          |
| Есперанто     | klafto                              | --                              |
| Естонська     | süld                                | --                              |
| Японська      | hiro (尋)                           | ~1.818                          |